# Kultbröd

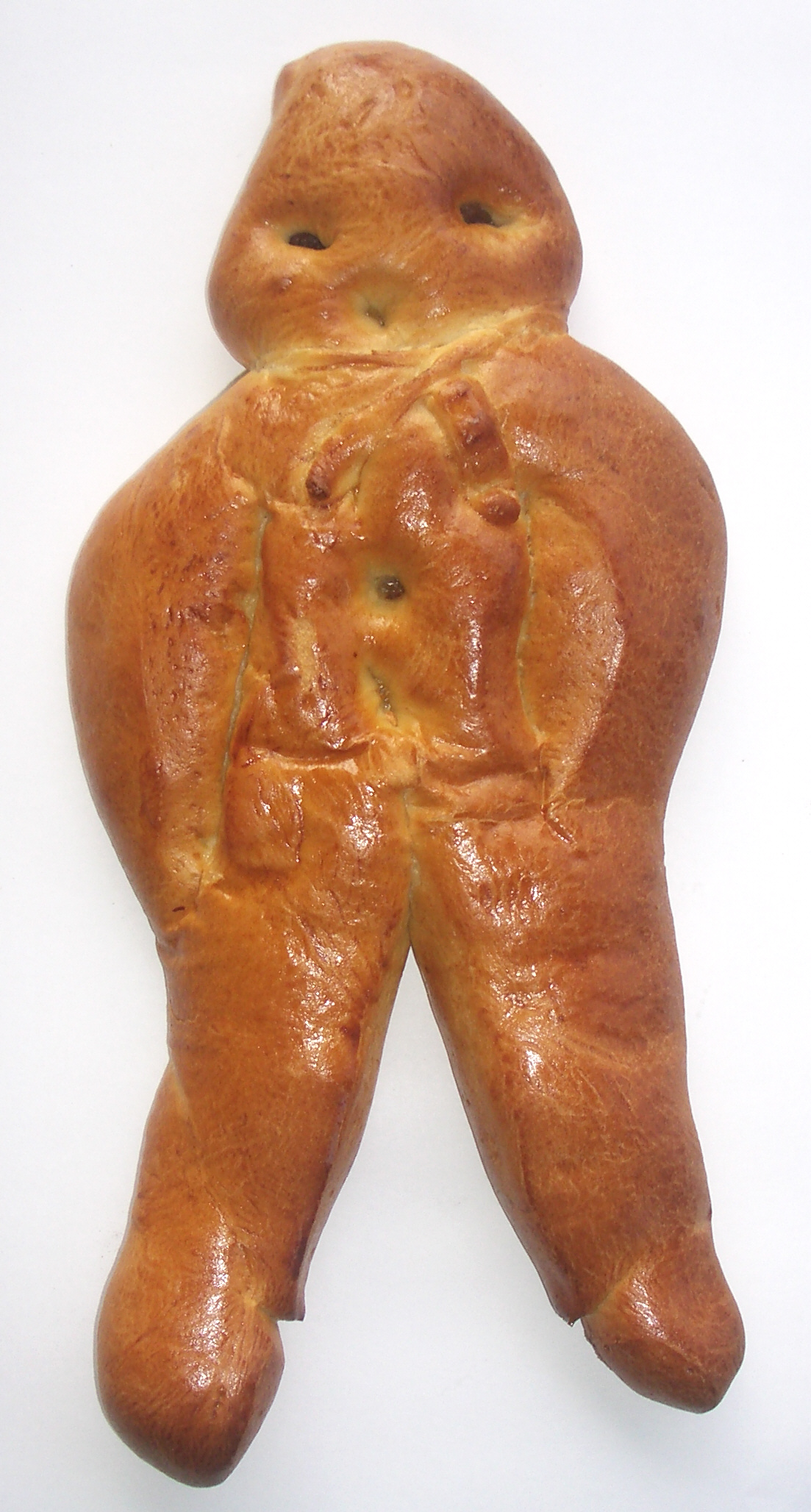
Klausenmann, en form av tyskt kultbröd från Oberschwaben.

Kultbröd är bröd använda vid utövande av kult, till exempel inom kristendomen nattvardsbrödet och hos hebréerna de i helgedomen framsatta så kallade skådebröden och andra offerkakor samt även påskbrödet. I profeten Jeremias bok (7:18) omtalas också brödoffer åt "himladrottningen". 
Kultbröd förefaller ha förekommit i religionsutövningen hos de flesta jordbruksidkande folk. Främst ingår kultbröd i de riter, som ägnas växtlighets- och fruktsamhetsgudomligheterna, oftast himmelsguden och jordgudinnan, samt de avlidna. Hos nordborna offrades bröd åt Tor, och på Rügen, en gång årligen, en med mjöd eller honung tillsatt väldig kaka åt Svantevit; åt bägge i deras egenskap av äringsgudar. Hos anglosaxarna offrade man omkring år 1000 vid plöjningen en kaka åt jorden. En kyrklig förordning från 700-talet förbjuder bakande av bildbröd. 
Hos nutida europeiska folk är kultbröd särskilt förbundna med vissa årshögtider, såsom alla själars dag, jul, nyår och påsk. I Sverige har speciella bröd bakats främst till jul. Bland julbröden förekom också den så kallade såkakan, ett cirkelrunt, ofta med uddig kant försett bröd, som bakades till jul eller ursprungligen sannolikt till skördehögtiden, och då hade sin plats på högtidsbordet, men sedan förvarades i sädeslåren till såningstiden. Det sönderskars då mot plogbillen, varefter det dels blandades med utsädet, dels förtärdes av plöjnings- eller såningsmannen, det vill säga bonden själv, och av familjens medlemmar, dels ock utdelades åt plogdragarna. Likartade plöjningsseder förekom även hos romare, greker och hinduer och visar således tillbaka till en mycket avlägsen forntid. 
Orsaken till brödets helgd och dess därmed sammanhängande användning som kultbröd ligger i en föreställning om säden som ett besjälat föremål, vars livskraft eller väsen övergick till det därav beredda brödet. Av samma föreställning förklaras även den kommunion, som ett gemensamt förtärande av inte endast rituella, utan hos många folk även vardagliga bröd medför.
Studier över de tyska kultbröden (Gebiltbrot) har företagits av Ernst Ludwig Rochholz och Max Höfler.